# Jaap Koops
Jacobus Johannes (Jaap) Koops (Baarn, 5 december 1939 – Breskens, 10 mei 2016) was een Nederlands dirigent, muziekpedagoog en trompettist.

## Levensloop
Koops groeide op in een muzikale familie; vader Koops was een bekend amateur-dirigent. Na zijn middelbare school koos hij voor een muzikale carrière. Naast muziektheorie studeerde hij trompet bij Jan Marinus.
Zijn dienstplicht bracht Koops door bij het Trompetterkorps van de Cavalerie, waarna hij in 1959 werd aangenomen bij de Marinierskapel der Koninklijke Marine, waar hij tot 1964 solo-trompettist was. In 1964 kreeg hij de gelegenheid om HaFa-directie te gaan studeren aan het Rotterdams Conservatorium bij Henk van Lijnschooten. Een studie die door hem bijzonder succesvol in 1968 werd afgesloten. Dit resultaat leidde tot de benoeming van 2e dirigent rechterhand van Jean Pierre Laro. In 1975 volgde hij Laro op als dirigent en directeur van de Marinierskapel der Koninklijke Marine. Een functie die hij elf jaar heeft bekleed.
Met de Marinierskapel was Koops veelvuldig in binnen- en buitenland te horen. Daarnaast werden talloze grammofoonplaten gemaakt en veel concerten voor de radio gespeeld. Als kroon op het werk werd hij na zijn dienst bij de Marinierskapel in 1986 benoemd tot Inspecteur der Militaire Muziek voor de Krijgsmacht, alsmede de bevordering tot Kapitein-Luitenant ter Zee. Een functie die hij bekleedde tot 1992.
In 1979 werd hij als opvolger van Henk van Lijnschooten benoemd tot hoofdvakdocent Hafa-directie aan het Rotterdams Conservatorium, een functie die hij tot eind 2000 heeft bekleed. Daarnaast was hij docent aan het ArtEZ Conservatorium in Arnhem.
Vanaf 1988 was hij enkele jaren voorzitter van de selectiecommissie voor dirigenten van het ZomerOrkest Nederland.
Ook was hij jurylid bij de Concoursen van de amateuristische federatie's en bij het Wereld Muziek Concours te Kerkrade. In 2005 ontving hij op het Wereld Muziekconcours te Kerkrade de Nederlandse Blaasmuziekprijs voor zijn verdiensten binnen de Nederlandse blaasmuziek.
Koops werd geëerd als Ridder in de Orde van Oranje-Nassau met de Zwaarden en drager van de Erasmusspeld van de stad Rotterdam.
Jaap Koops overleed in mei 2016 op 76-jarige leeftijd.